# Tommy Cummings
Tommy Cummings (Sunderland, 12 settembre 1928 – 12 luglio 2009) è stato un allenatore di calcio e calciatore inglese, di ruolo centrocampista.

## Carriera
Ha disputato 479 partite con il Burnley tra il 1948 e il 1963 e dopo un periodo come allenatore-giocatore al Mansfield Town, ha guidato l'Aston Villa dal 1967 al 1968.

## Palmarès
- First Division: 1

Burnley: 1959-1960
- Charity Shield: 1

Burnley: 1960